# Жежево-Мале
Жежево-Мале (пол. Rzeżewo Małe) — село в Польщі, у гміні Любень-Куявський Влоцлавського повіту Куявсько-Поморського воєводства.
Населення — 285 осіб (2011).
У 1975-1998 роках село належало до Влоцлавського воєводства.

## Демографія
Демографічна структура станом на 31 березня 2011 року:
|          | Загалом | Допрацездатний вік | Працездатний вік | Постпрацездатний вік |
| -------- | ------- | ------------------ | ---------------- | -------------------- |
| Чоловіки | 154     | 29                 | 91               | 34                   |
| Жінки    | 131     | 25                 | 67               | 39                   |
| Разом    | 285     | 54                 | 158              | 73                   |